# Vanessa Wolfram
Vanessa Wolfram (* 25. Juli 1999 in Greiz) ist eine ehemalige deutsche Radsportlerin, die Rennen auf Bahn und Straße sowie Querfeldeinrennen bestritt.

## Sportliche Laufbahn
Die sportbegeisterte Vanessa Wolfram spielte drei Jahre lang Fußball im Verein, bevor sie zum Radsport wechselte.
2014 belegte Wolfram bei den deutschen Meisterschaften in der Jugendklasse Rang drei in der Mannschaftsverfolgung. Mehrfach errang sie Landestitel in verschiedenen Disziplinen in Thüringen, wie etwa im Straßenrennen. 2016 wurde sie deutsche Junioren-Meisterin im Omnium. Im Jahr danach belegte sie als Junioren erneut Platze drei bei deutschen Bahnmeisterschaften in der Mannschaftsverfolgung, gemeinsam mit Hannah Steffen, Dorothea Heitzmann und Lena-Charlotte Reißner. Im selben Jahr wurde sie für das Straßenrennen der Juniorinnen bei den Straßen-Europameisterschaften in Herning nominiert, wo sie Rang 43 belegte. Auch startete sie bei den UCI-Bahn-Weltmeisterschaften der Junioren 2017 im italienischen Montichiari, wo sie 19. im Scratch wurde.
2018 wurde Vanessa Wolfram gemeinsam mit Charlotte Becker, Anna Knauer und Gudrun Stock in Dudenhofen deutsche Meisterin in der Mannschaftsverfolgung der Frauen.

## Erfolge
2016
- Deutsche Junioren-Meisterin – Omnium

2018
- Deutsche Meisterin – Mannschaftsverfolgung (mit Charlotte Becker, Anna Knauer und Gudrun Stock)